# 로스리오스주 (에콰도르)

로스리오스 주의 위치

로스리오스주(스페인어: Provincia de Los Ríos)는 에콰도르 중서부에 위치한 주로 주도는 바바오요이며 면적은 7,205.27km2, 인구는 778,115명(2010년 기준), 인구 밀도는 110명/km2이다. 1948년 9월 30일에 신설되었으며 13개 지방 자치체를 관할한다. 남쪽과 서쪽으로는 과야스 주, 북쪽으로는 산토도밍고데로스차칠라스 주, 동쪽으로는 코토팍시 주, 볼리바르 주와 접한다.

주기

## 같이 보기
- 에콰도르의 주